# Ferrari 166 F2
O  Ferrari 166  foi um modelo utilizado pela Ferrari entre as temporadas de 1950 e 1953.Teve como pilotos Kurt Adolff,Piero Carini,Franco Comotti,Max de Terra,Vittorio Marzotto,Sergio Sighinolfi,Raymond Sommer,Peter Staechelin e Maurice Trintignant.